# フラカ・クレラニ
フラカ・クレラニ（アルバニア語: Flaka Krelani、1990年6月28日 - ）は、コソボ・ジャコヴァ出身のアルバニア人の歌手である。

## 来歴
2004年にアルバニアの歌手オーディション番組「Ethet」に出場したのがキャリアの始まりであった。その後、2007年に楽曲「Nje bote tjeter」にてトップ・フェストに出場して最優秀オルタナティヴ賞を受賞する等の成果を残した。ユーロビジョン・ソング・コンテスト・アルバニア代表選考を兼ねるフェスティヴァリ・イ・ケンゲスには4度出場しており、2007年12月の大会では決勝2位、2008年12月の大会にはゲストとして出場しケイシ・トラとの共演曲を歌った。2009年の大会では決勝5位、2015年の大会では決勝3位となる。